# Julie Anne Genter
Julie Anne Genter (Rochester, Minnesota; 17 de desembre de 1979) és una política estatunidenca i neozelandesa i diputada de la Cambra de Representants de Nova Zelanda des de les eleccions de 2011. És membre del Partit Verd.

## Inicis
Genter va néixer a Rochester, Minnesota, Estats Units, el 17 de desembre de 1979. Va graduar-se de la Universitat de Califòrnia a Berkeley amb un BA en filosofia el 2003. Després se n'anà a França d'on el 2005 es graduà amb un postgraduat de l'Institut d'études politiques de Paris. Es va mudar a Auckland, Nova Zelanda, on anà a la Universitat d'Auckland graduant-se amb un Masters of Planning Practice.
Treballà per Sinclair Knight Merz entre 2006 i 2007. El 2007 fou tutora universitària i com a assessora per McCormick Rankin Cagney entre 2008 i 2011. Entre el 2010 i 2011 fou assessora política i de mitjans de comunicació pel Partit Verd d'Aotearoa Nova Zelanda.

## Diputada
| Parlament de Nova Zelanda |      |                |        |        |
| Anys                      | Leg. | Circumscripció | Llista | Partit |
| 2011-actualitat           | 50   | Llista         | 13     | Verd   |

Per a les eleccions de 2011 fou la candidata del Partit Verd a Mount Roskill. Quedà en tercer lloc amb el 4,01% del vot. Al rebre el partit 14 escons de llista i Genter trobar-se tretzena en la llista electoral, Genter fou elegida diputada de llista.